# Aspilatopsis antennaria
Aspilatopsis antennaria är en fjärilsart som beskrevs av Antonius Johannes Theodorus Janse 1932. Aspilatopsis antennaria ingår i släktet Aspilatopsis och familjen mätare. Inga underarter finns listade i Catalogue of Life.